# Ivan Král
Ivan Král (Prága, 1948. május 12. – Ann Arbor, Michigan, USA, 2020. február 2.) cseh-amerikai zenész, dalszerző.

## Élete
Prágában született és ott is nőtt fel. Eredetileg filmes szeretett volna lenni, de a rockzene később még jobban érdekelte. Első együttesét még Csehszlovákiában alapította Saze néven. 
1966-ban érkezett az Egyesült Államokba, ahol szülei diplomataként dolgoztak. Apja, Karel Král az ENSZ-nél volt kapcsolattartó és 1968-ban felszólalt Csehszlovákia megszállása ellen. Emiatt nem térhettek haza. Ivan Král 1981-ig menekült státusszal élt az Egyesült Államokban, majd megkapta az állampolgárságot.
Amerikai zenei pályafutását a Blondie együttesben kezdte. 1975 és 1980 között Patti Smith zenekarával lépett fel és írt dalokat. Négy albumot adtak ki közösen. Amikor Smith 1980-ban úgy döntött, hogy abbahagyja karrierjét, csatlakozott Iggy Pop együtteséhez, akivel két albumot rögzített. 
1982-ben John Waite Ignition albumán játszott, később pedig az Eastern Bloc popcsoport debütáló albumán működött közre (1987). 1992-ben jelent meg az első szólólemeze Native címen, melyet 1995-ben a Nostalgia című követett. 2001-ben a Trina Vocal Trio debütáló albumán játszott, a Gypsy Streams-en.

## Diszkográfia
Szólólemezek
- Native (1992)
- Nostalgia (1995)
- Looking Back (1996)
- Native: His Native Complete (1996)
- Alias (1997) (Ivan Hlas-szal, David Kollerrel és Karel Šůchával)
- Modré z nebe (1997, filmzene)
- Prohlédnutí / Clear Eyes (1998)
- ... "dancing barefoot" (1999)
- Dancing Reboot ● Ivan Kral ● Remixed (1999)
- Živě, dětským domovům (1999, koncert)
- Best of Ivan Král (2001, válogatás)
- Cabriolet (2001, filmzene)
- Photoalbum (2001)
- Erotická revue (2003)
- Bang Bang! (2005)
- Always (2014)

Patti Smith
- Horses (1975)
- Radio Ethiopia (1976)
- Easter (1978)
- Wave (1979)

Iggy Pop
- Soldier (1980)
- Party (1981)

John Waite
- Ignition (1982)
- No Brakes (1984)
- Mask of Smiles (1985)

Téléphone
- Dure Limite "Ce Soir est ce Soir" (1982)

John Cale
- Even Cowgirls Get the Blues (1987)

Eastern Bloc
- Wall to Wall (1987)

Sky Cries Mary
- Exit at the Axis (1991)

Noel Redding and Friends
- Live from Bunkr ● Prague (1996)

Triny Vocal Trio
- Gypsy Streams (2001)[5]